# فهرست نخست‌وزیران هند

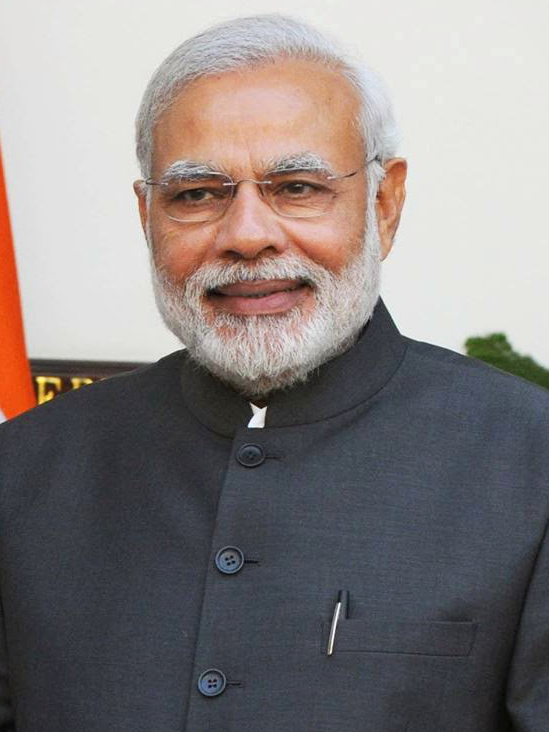
نارندرا مودی چهاردهمین نخست‌وزیر هند که از ۲۶ مه ۲۰۱۴ تاکنون در این پست است

نخست‌وزیر هند رئیس اجرایی دولت هند است. به لحاظ قانونی در نظام پارلمانی هند، قانون اساسی رئیس‌جمهور را به عنوان رئیس دولت مشخص کرده اما عملاً قدرت اجرایی به نخست‌وزیر و هیئت وزیران واگذار شده‌است. نخست‌وزیر معمولاً رهبر حزب یا ائتلافی است که اکثریت را در لوکسابا، یکی از مجالس قانونگذاری هند بدست می‌آورد.

## کلید
| کلید رنگ برای حزب نخست‌وزیر - حزب بهاراتیا جاناتا - کنگره ملی هند تعیین شده کنگره ملی هند (I) 1977–1996 - جاناتا دال - حزب جاناتا - حزب جاناتا (سکولار) - حزب سماجوادی جاناتا | سایر علایم - №: شماره فعلی - † ترور شده یا درگذشته در هنگام کار - § بازگشت به قدرت پس از یک دوره قبلی - RES مستعفی - NC استعفا پس از رای عدم اعتماد |

## نخست وزیران هند
| №    | نام (تولد-مرگ) حوزه انتخاباتی                                    | تصویر            | حزب (اتحاد)                  | دوره خدمت         | دوره خدمت           | دوره خدمت       | انتخابات (لوک‌سابا) | هیئت وزیران                | منصوب به‌وسیله                  |
| ---- | ---------------------------------------------------------------- | ---------------- | ---------------------------- | ----------------- | ------------------- | --------------- | ------------------ | -------------------------- | ------------------------------ |
| ۱    | جواهر لعل نهرو (۱۸۸۹–۱۹۶۴) نماینده مجلس از فولپور، الله‌آباد      |                  | کنگره ملی هند                | ۱۵ اوت ۱۹۴۷       | ۲۷ مه ۱۹۶۴[†]       | ۱۶ سال، ۲۸۶ روز | -                  | نهرو I                     | لوئیس مونتباتن                 |
| ۱    | جواهر لعل نهرو (۱۸۸۹–۱۹۶۴) نماینده مجلس از فولپور، الله‌آباد      | ۱۹۵۲ (اولین)     | کنگره ملی هند                | ۱۵ اوت ۱۹۴۷       | ۲۷ مه ۱۹۶۴[†]       | ۱۶ سال، ۲۸۶ روز | نهرو II            | راجندرا پراساد             |                                |
| ۱    | جواهر لعل نهرو (۱۸۸۹–۱۹۶۴) نماینده مجلس از فولپور، الله‌آباد      | ۱۹۵۷ (دومین)     | کنگره ملی هند                | ۱۵ اوت ۱۹۴۷       | ۲۷ مه ۱۹۶۴[†]       | ۱۶ سال، ۲۸۶ روز | نهرو III           | راجندرا پراساد             |                                |
| ۱    | جواهر لعل نهرو (۱۸۸۹–۱۹۶۴) نماینده مجلس از فولپور، الله‌آباد      | ۱۹۶۲ (سومین)     | کنگره ملی هند                | ۱۵ اوت ۱۹۴۷       | ۲۷ مه ۱۹۶۴[†]       | ۱۶ سال، ۲۸۶ روز | نهرو IV            | راجندرا پراساد             |                                |
| –    | گلزار لعل ناندا                                                  |                  | کنگره ملی هند                | ۲۷ مه ۱۹۶۴        | ۹ ژوئن ۱۹۶۴         | ۱۳ روز          | – (سومین)          | (کفیل)                     | ساروپالی رادهاکرشنن            |
| ۲    | بهادر شاستری (۱۹۰۴–۱۹۶۶) نماینده مجلس از الله‌آباد                |                  | کنگره ملی هند                | ۹ ژوئن ۱۹۶۴       | ۱۱ ژانویه ۱۹۶۶[†]   | ۱ سال، ۲۱۶ روز  | – (سومین)          | شستری                      | ساروپالی رادهاکرشنن            |
| –    | گلزار لعل ناندا                                                  |                  | کنگره ملی هند                | ۱۱ ژانویه ۱۹۶۶    | ۲۴ ژانویه ۱۹۶۶      | ۱۳ روز          | – (سومین)          | (کفیل)                     | ساروپالی رادهاکرشنن            |
| ۳    | ایندیرا گاندی (۱۹۱۷–۱۹۸۴) نماینده مجلس از رائه برلی              |                  | کنگره ملی هند                | ۲۴ ژانویه ۱۹۶۶    | ۲۴ مارس ۱۹۷۷        | ۱۱ سال، ۵۹ روز  | – (سومین)          | I. گاندی I                 | ساروپالی رادهاکرشنن            |
| ۳    | ایندیرا گاندی (۱۹۱۷–۱۹۸۴) نماینده مجلس از رائه برلی              | ۱۹۶۷ (چهارمین)   | کنگره ملی هند                | ۲۴ ژانویه ۱۹۶۶    | ۲۴ مارس ۱۹۷۷        | ۱۱ سال، ۵۹ روز  |                    | I. گاندی I                 | ساروپالی رادهاکرشنن            |
| ۳    | ایندیرا گاندی (۱۹۱۷–۱۹۸۴) نماینده مجلس از رائه برلی              | ۱۹۷۱ (پنجمین)    | کنگره ملی هند                | ۲۴ ژانویه ۱۹۶۶    | ۲۴ مارس ۱۹۷۷        | ۱۱ سال، ۵۹ روز  | I. گاندی II        | وی.وی. گیری                |                                |
| ۴    | مورارجی دسای (۱۸۹۶–۱۹۹۵) نماینده مجلس از سورات                   |                  | حزب جاناتا                   | ۲۴ مارس ۱۹۷۷      | 28 July ۱۹۷۹[RES]   | ۲ سال، ۱۲۶ روز  | ۱۹۷۷ (ششمین)       | دسای                       | بی.دی. جاتی                    |
| ۵    | چودهاری چاران سینگ (۱۹۰۲–۱۹۸۷) نماینده مجلس از باقپات            |                  | حزب جاناتا (سکولار) with INC | 28 July ۱۹۷۹      | ۱۴ ژانویه ۱۹۸۰[RES] | ۱۷۰ روز         | – (ششمین)          | چودهاری چاران سینگ         | نیلم سنجیوا ردی                |
| (۳)  | ایندیرا گاندی (۱۹۱۷–۱۹۸۴) نماینده مجلس از مدک                    |                  | کنگره ملی هند (I)            | ۱۴ ژانویه ۱۹۸۰[§] | ۳۱ اکتبر ۱۹۸۴[†]    | ۴ سال، ۲۹۱ روز  | ۱۹۸۰ (هفتمین)      | I. گاندی III               | نیلم سنجیوا ردی                |
| ۶    | راجیو گاندی (۱۹۴۴–۱۹۹۱) نماینده مجلس از امتی                     |                  | کنگره ملی هند (I)            | ۳۱ اکتبر ۱۹۸۴     | ۲ دسامبر ۱۹۸۹       | ۵ سال، ۳۲ روز   | – (هفتمین)         | R. Gandhi                  | زیل سینگ                       |
| ۶    | راجیو گاندی (۱۹۴۴–۱۹۹۱) نماینده مجلس از امتی                     | ۱۹۸۴ (هشتمین)    | کنگره ملی هند (I)            | ۳۱ اکتبر ۱۹۸۴     | ۲ دسامبر ۱۹۸۹       | ۵ سال، ۳۲ روز   |                    | R. Gandhi                  | زیل سینگ                       |
| ۷    | وی.پی. سینگ (۱۹۳۱–۲۰۰۸) نماینده مجلس از فتح‌پور                   |                  | جاناتا دال (National Front)  | ۲ دسامبر ۱۹۸۹     | ۱۰ نوامبر ۱۹۹۰[NC]  | ۳۴۳ روز         | ۱۹۸۹ (نهمین)       | وی پی سینگ                 | رمسومی ونکترمن                 |
| ۸    | چاندرا شکهر (۱۹۲۷–۲۰۰۷) نماینده مجلس از بالیا                    |                  | حزب سماجوادی جاناتا with INC | ۱۰ نوامبر ۱۹۹۰    | ۲۱ ژوئن ۱۹۹۱        | ۲۲۳ روز         | – (نهمین)          | چاندرا شکار                | رمسومی ونکترمن                 |
| ۹    | پی.وی. ناراسیما رائو (۱۹۲۱–۲۰۰۴) نماینده مجلس از ناندیال         |                  | کنگره ملی هند (I)            | ۲۱ ژوئن ۱۹۹۱      | ۱۶ مه ۱۹۹۶          | ۴ سال، ۳۳۰ روز  | ۱۹۹۱ (دهمین)       | رائو                       | رمسومی ونکترمن                 |
| ۱۰   | آتال بیهاری واجپایی (۱۹۲۴–۲۰۱۸) نماینده مجلس از لکهنو            |                  | حزب بهاراتیا جاناتا          | ۱۶ مه ۱۹۹۶        | ۱ ژوئن ۱۹۹۶[RES]    | ۱۶ روز          | ۱۹۹۶ (یازدهمین)    | واجپایی I                  | شانکار دایال شارما             |
| ۱۱   | اچ.دی. دوی گودا (زاده ۱۹۳۳) نماینده مجلس راجیا سابا از کارناتاکا |                  | جاناتا دال (United Front)    | ۱ ژوئن ۱۹۹۶       | ۲۱ آوریل ۱۹۹۷[RES]  | ۳۲۴ روز         | – (یازدهمین)       | دوی گودا                   | شانکار دایال شارما             |
| ۱۲   | اندر کومار گجرال (۱۹۱۹–۲۰۱۲) نماینده مجلس راجیا سابا از بیهار    |                  | جاناتا دال (United Front)    | ۲۱ آوریل ۱۹۹۷     | ۱۹ مارس ۱۹۹۸        | ۳۳۲ روز         | – (یازدهمین)       | گجرال                      | شانکار دایال شارما             |
| (۱۰) | آتال بیهاری واجپایی (۱۹۲۴–۲۰۱۸) نماینده مجلس از لکنهو            |                  | حزب بهاراتیا جاناتا (NDA)    | ۱۹ مارس ۱۹۹۸[§]   | ۲۲ مه ۲۰۰۴          | ۶ سال، ۶۴ روز   | ۱۹۹۸ (دوازدهمین)   | واجپایی II                 | ک. ر. نارایان                  |
| (۱۰) | آتال بیهاری واجپایی (۱۹۲۴–۲۰۱۸) نماینده مجلس از لکنهو            | ۱۹۹۹ (سیزدهمین)  | حزب بهاراتیا جاناتا (NDA)    | ۱۹ مارس ۱۹۹۸[§]   | ۲۲ مه ۲۰۰۴          | ۶ سال، ۶۴ روز   | واجپایی III        |                            | ک. ر. نارایان                  |
| ۱۳   | مانموهان سینگ (۱۹۳۲–۲۰۲۴) نماینده مجلس راجیا سابا از آسام        |                  | کنگره ملی هند (UPA)          | ۲۲ مه ۲۰۰۴        | ۲۶ مه ۲۰۱۴          | ۱۰ سال، ۴ روز   | ۲۰۰۴ (چهاردهمین)   | م. سینک I                  | ابوبکر زین‌العابدین عبدالکلام   |
| ۱۳   | مانموهان سینگ (۱۹۳۲–۲۰۲۴) نماینده مجلس راجیا سابا از آسام        | ۲۰۰۹ (پانزدهمین) | کنگره ملی هند (UPA)          | ۲۲ مه ۲۰۰۴        | ۲۶ مه ۲۰۱۴          | ۱۰ سال، ۴ روز   |                    | پراتیبا پتیل پراناب موکرجی |                                |
| ۱۴   | نارندرا مودی (زاده ۱۹۵۰) نماینده مجلس از واراناسی                |                  | حزب بهاراتیا جاناتا (NDA)    | ۲۶ مه ۲۰۱۴        | در حال حاضر         | -               | ۲۰۱۴ (شانزدهمین)   | مودی                       | پراناب موکرجی رام نات کوویند ۹ |